# Scalidognathus
Scalidognathus là một chi nhện trong họ Idiopidae.